# Castello di Prangins

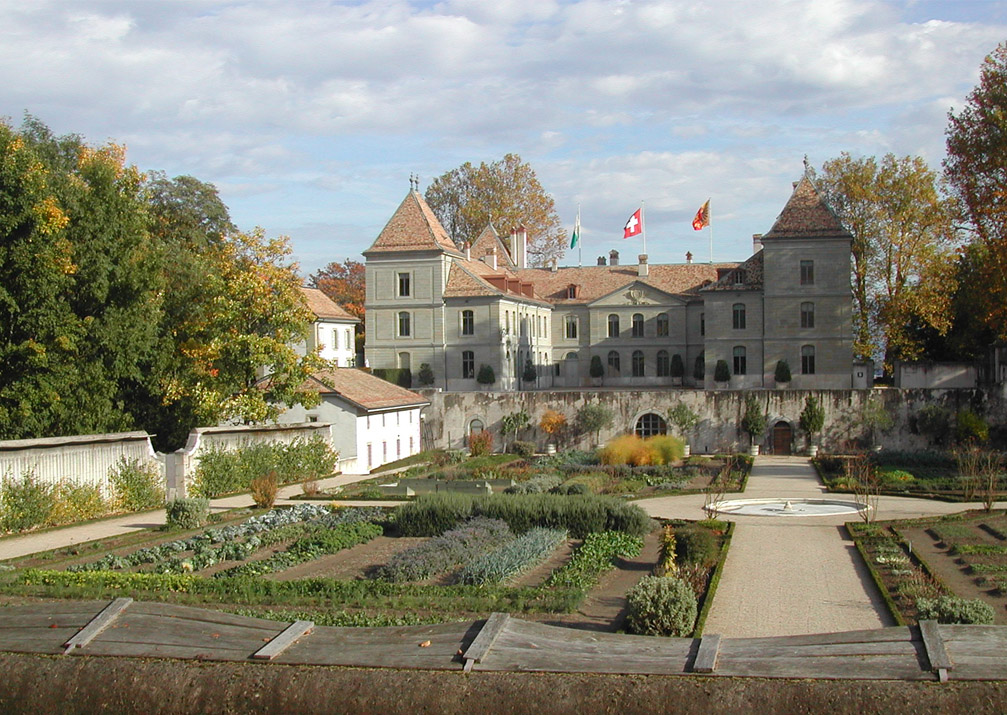
Veduta del castello e del suo orto

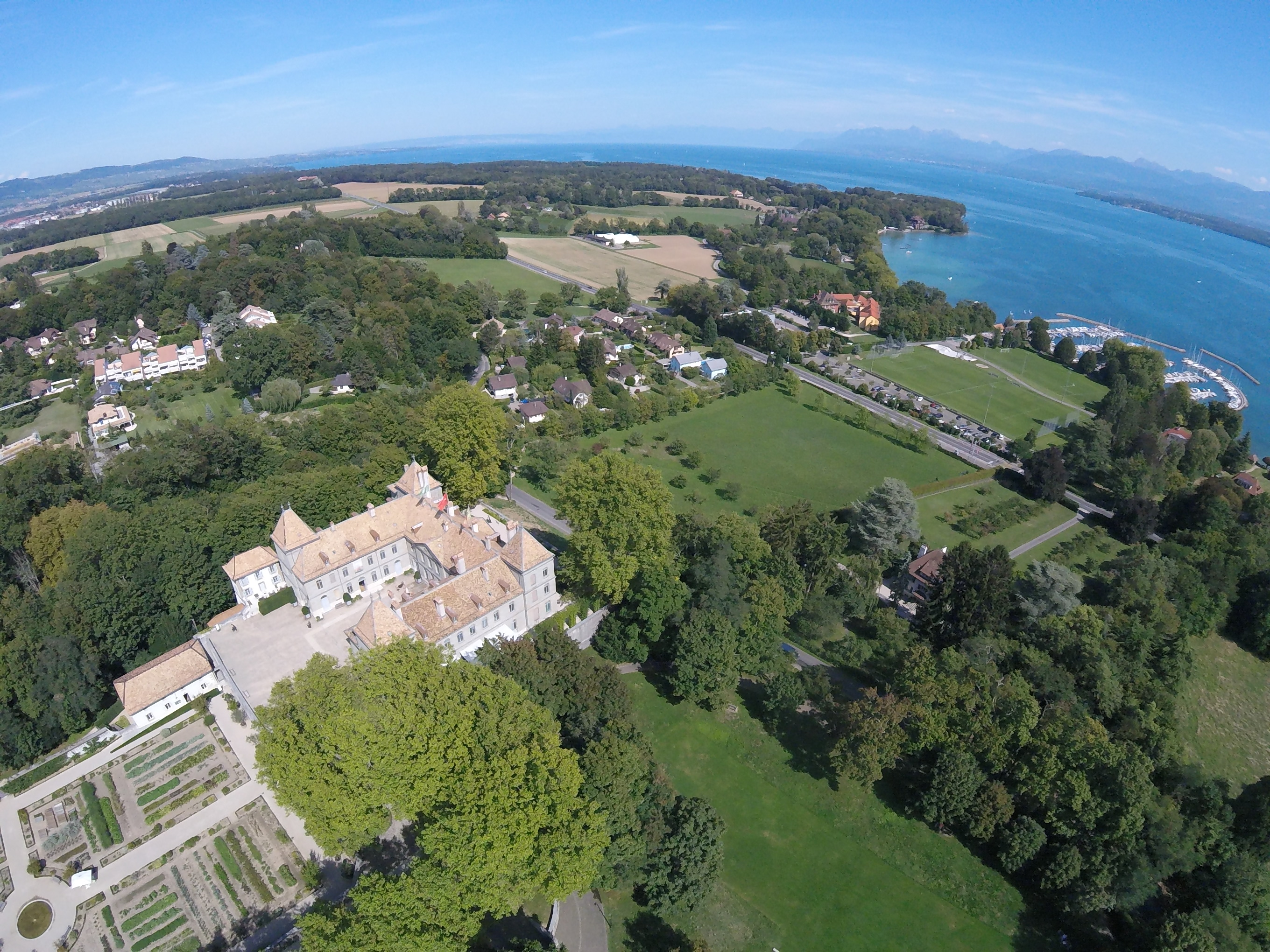
Castello di Prangins, foto aerea

Il castello di Prangins (in francese Château de Prangins) si trova nella cittadina di Prangins, sulla riva del lago di Ginevra, Svizzera. Si tratta di un bene culturale d'importanza nazionale che ospita una sede del Museo nazionale svizzero e un orto in cui sono coltivate colture del XVIII secolo.